# Leucanopsis lacteogrisea
Leucanopsis lacteogrisea är en fjärilsart som beskrevs av Rothschild 1909. Leucanopsis lacteogrisea ingår i släktet Leucanopsis och familjen björnspinnare. Inga underarter finns listade i Catalogue of Life.